# Lucia di Lammermoor
Lucia di Lammermoor ist eine Oper (Originalbezeichnung: „dramma lirico“) in zwei Teilen und drei Akten von Gaetano Donizetti. Die Uraufführung erfolgte am 26. September 1835 am Teatro San Carlo in Neapel. Eine von Donizetti überarbeitete französische Version hatte im Théâtre de la Renaissance in Paris am 6. August 1839 Premiere.
Das Libretto schrieb Salvadore Cammarano, nach dem Roman Die Braut von Lammermoor (The Bride of Lammermoor) von Walter Scott. Die Oper handelt von zwei Liebenden aus den verfeindeten Adelsfamilien Ashton und Ravenswood, die erst im Tode vereint werden. Donizettis Werk gilt als einer der Höhepunkte in der Epoche des Belcanto und als Meilenstein der romantischen italienischen Oper, mit Lucias Wahnsinnsszene (Il dolce suono) als Höhepunkt.

## Inhalt

### Zeit und Ort der Handlung
Die Handlung spielt in Schottland vor dem Hintergrund der Fehden zwischen Katholiken und Protestanten. Über die Zeit widerspricht sich das Originallibretto: Einerseits gibt es einen kleinen Vermerk, dass die Handlung gegen Ende des 16. Jahrhunderts spiele, andererseits spricht Enrico im Duett mit Lucia in Akt II davon, dass „Guglielmo“ tot sei und nun Maria über Schottland herrschen werde. Damit können nur Wilhelm III. (1650–1702) und Maria II. (1662–1694) gemeint sein, aber der historische Wilhelm überlebte in Wahrheit Maria und nicht umgekehrt. Im Originalroman von Walter Scott gibt es eine Anspielung auf ein Ereignis im Jahr 1689. Dies Alles deutet darauf hin, dass in Wirklichkeit das Ende des 17. Jahrhunderts gemeint ist. Traditionell wird die Oper ebenfalls in Kostümen des 17. Jahrhunderts gespielt.
Die Familie Ashton hat seit einiger Zeit die gegnerische Familie Ravenswood, Anhänger der Königin Maria, verdrängt und deren Schloss Lammermoor eingenommen.
Die folgende Inhaltsangabe folgt dem Libretto der italienischen Originalfassung; in manchen Inszenierungen kann es Abweichungen geben.

### Erster Teil: „La partenza“ – Der Aufbruch

#### Erster Akt
Erstes Bild: Garten (oder Atrium) im Schloss von Ravenswood
Enrico Ashton und seine Gefolgsleute durchsuchen die Gegend nach einem Unbekannten. Enrico fürchtet um seine Macht und ist wütend, dass seine Schwester Lucia sich weigert, Arturo Bucklaw zu heiraten, den Enrico als seinen einzigen möglichen Retter aus einer Notsituation ansieht. Raimondo verteidigt Lucia, weil sie erst kurz zuvor ihre Mutter verloren hat. Doch da mischt sich Normanno ein und berichtet, er habe beobachtet, dass sich Lucia seit einiger Zeit heimlich im Wald mit einem Mann treffe, der ihr das Leben gerettet habe. Enrico gerät in rasende Wut, als er erfährt, dass es sich bei diesem Mann um seinen Todfeind Edgardo handelt. Die Männer bestätigen, Edgardo in der Nähe gesehen zu haben. Enrico schwört blutige Rache (Cruda, funesta smania („Grausame, finstere Raserei“)).
Zweites Bild: Park

Entwurf für ein Bühnenbild zu Lucia di Lammermoor, um 1844

Lucia wartet nachts beim unheimlichen „Sirenenbrunnen“ mit ihrer Vertrauten Alisa auf Edgardo. Lucia ist beunruhigt: Ihr erschien der Geist einer Frau, die von ihrem Geliebten, einem Ravenswood, an diesem Ort aus Eifersucht erstochen und in den Brunnen geworfen worden sein soll (Regnava nel silenzio („Es herrschte schweigend die dunkle Nacht“)). Alisa bittet ihre Herrin, ihrer unglückseligen Liebe zu entsagen, doch für Lucia bedeutet Edgardo die größte Freude ihres Lebens (Quando rapito in estasi („Wenn er von Ekstase ergriffen“)).
Edgardo erscheint, um sich von Lucia zu verabschieden: Er muss in diplomatischer Mission ins befreundete Frankreich reisen. Vorher möchte er sich mit Enrico versöhnen und ihn um Lucias Hand bitten. Doch diese macht sich über die Unversöhnlichkeit ihres Bruders nichts vor und versucht daher, Edgardo davon abzubringen. Da bricht auch dessen alter Hass gegen die verfeindete Familie wieder durch, und er erzählt Lucia, dass er einst am Grabe seines Vaters Rache schwor (Sulla tomba che rinserra („Über dem Grab, das den verratenen Vater einschließt“)). Die entsetzte Lucia schafft es jedoch, ihn zu beruhigen, und zum Abschied geloben die Liebenden einander ewige Treue und besiegeln dies mit dem Austausch von Verlobungs-Ringen (Verranno a te sull’aure („Mit dem Winde werden meine brennenden Seufzer zu Dir kommen“)).

### Zweiter Teil: „Il contratto nuziale“ – Der Ehevertrag

#### Zweiter Akt
Erstes Bild: Kabinett in den Gemächern Lord Ashtons
In den folgenden Monaten haben Normanno und Enrico in der Absicht, Lucia zur Hochzeit mit Arturo zu drängen, alle Briefe Edgardos und Lucias abgefangen.
Lucia tritt ein, bleich vor Kummer. Enrico legt ihr einen gefälschten Brief vor, der Edgardos Untreue belegen soll. Die junge Frau bricht völlig in Verzweiflung aus und ist verunsichert. Doch als Enrico sie auffordert, Arturo zu heiraten, bleibt sie trotzdem dabei, dass sie einem anderen die Treue geschworen habe. Da versucht Enrico sie durch Erpressung gefügig zu machen: Wenn sie Arturo nicht heirate, liefere sie ihn, ihren Bruder, ans Messer und werde ihres Lebens nie mehr froh. Lucia möchte nicht mehr leben und betet zum Himmel, sie aus ihrem unglücklichen Erdendasein zu befreien (Tu che vedi il pianto mio („Du der Du meine Tränen siehst“)).
Raimondo, dem Lucia ihren Verdacht anvertraute, dass Enrico ihre Briefe abfangen lasse, hat inzwischen versucht, durch einen Vertrauensmann einen Brief Lucias an Edgardo zu senden. Doch es ist keine Antwort gekommen, und nun meint auch Raimondo, Lucia solle sich keine falschen Hoffnungen mehr machen und dem (scheinbar) treulosen Edgardo entsagen. Der Himmel werde sie belohnen, wenn sie sich zum Wohle ihrer Familie opfere und Arturo heirate. Lucia ist außer sich vor Verzweiflung.
Zweites Bild: Prächtiger Saal, verschwenderisch zum Empfang Arturos geschmückt

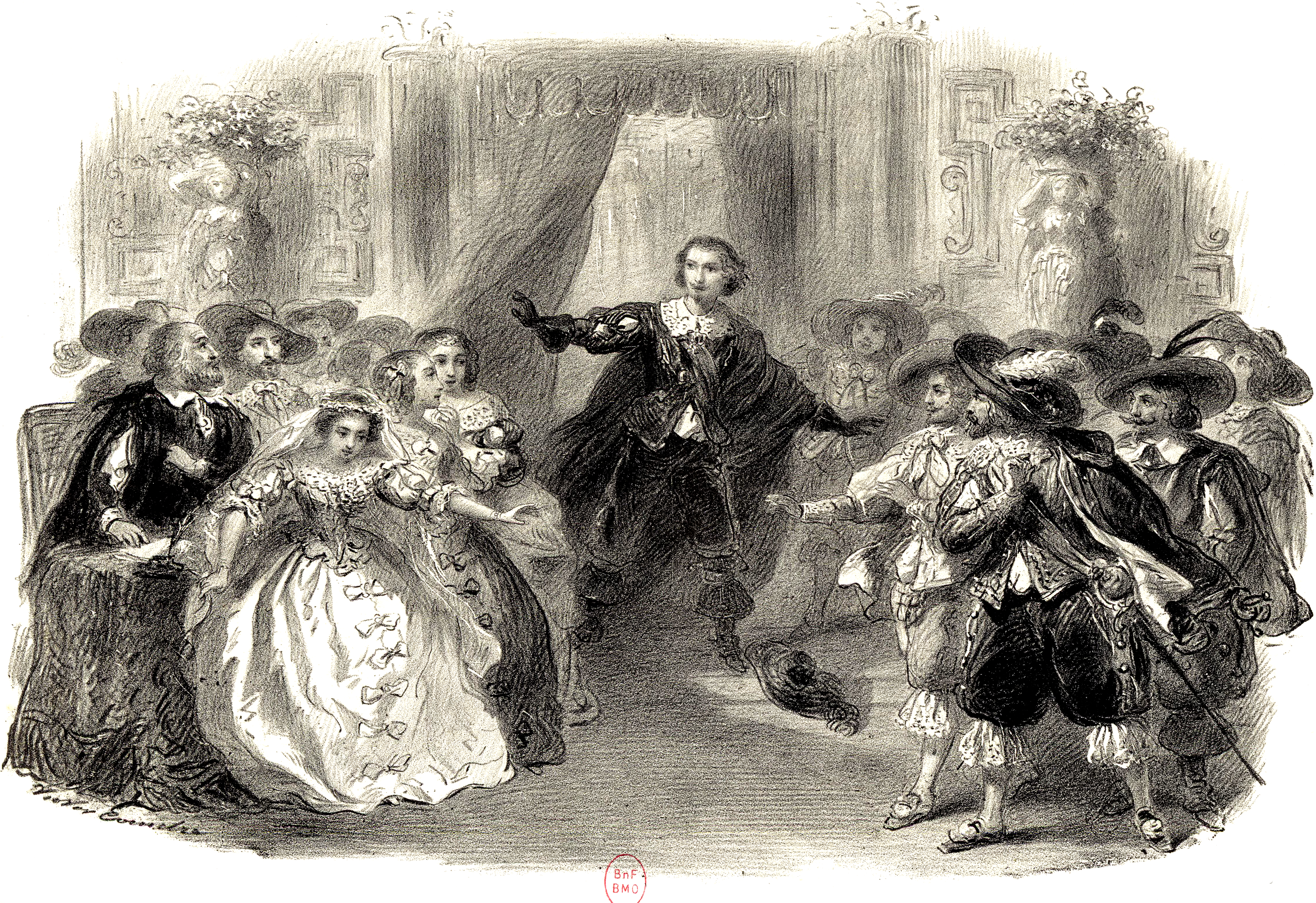
Edgardos Auftritt im Finale von Akt II (um 1868)

Enrico und seine Gäste begrüßen freudig Arturo. Als dieser sich unter vier Augen nach Lucia erkundigt, behauptet Enrico, sie trauere noch um ihre verstorbene Mutter, und er solle sich daher nicht wundern, wenn sie ein bisschen traurig wirke. Die unglückliche Lucia wird widerstrebend hereingeführt und dazu gedrängt, den Ehevertrag zu unterschreiben; ihr selbst kommt es vor wie ihr eigenes Todesurteil. Da stürzt plötzlich zur allgemeinen Überraschung Edgardo herein (Chi mi frena in tal momento („Wer hält mich in einem solchen Augenblick zurück?“)). Beinahe kommt es zum Kampf zwischen Enrico und Edgardo, doch Raimondo tritt dazwischen und weist Edgardo darauf hin, dass Lucia nun verheiratet sei und er besser gehe. Der verletzte und wütende Edgardo stellt Lucia zur Rede. Er fordert von ihr seinen Ring zurück, wirft ihn zu Boden und trampelt ihn mit Füßen. Zornig verflucht er sie wegen ihrer vermeintlichen Untreue. Lucia kann das alles nur hilflos vor Schmerz über sich ergehen lassen.

#### Dritter Akt
Erstes Bild: Salon im Erdgeschoss des Turms von Wolferag
Während eines Gewitters sucht Enrico Edgardo in dessen verbliebener Turmbehausung auf. Er schürt Edgardos Eifersucht und will sich an seinem Feind rächen. Sie verabreden sich für den nächsten Morgen zum Duell bei den Gräbern der Ravenswoods.
Zweites Bild: Galerie des Schlosses von Ravenswood

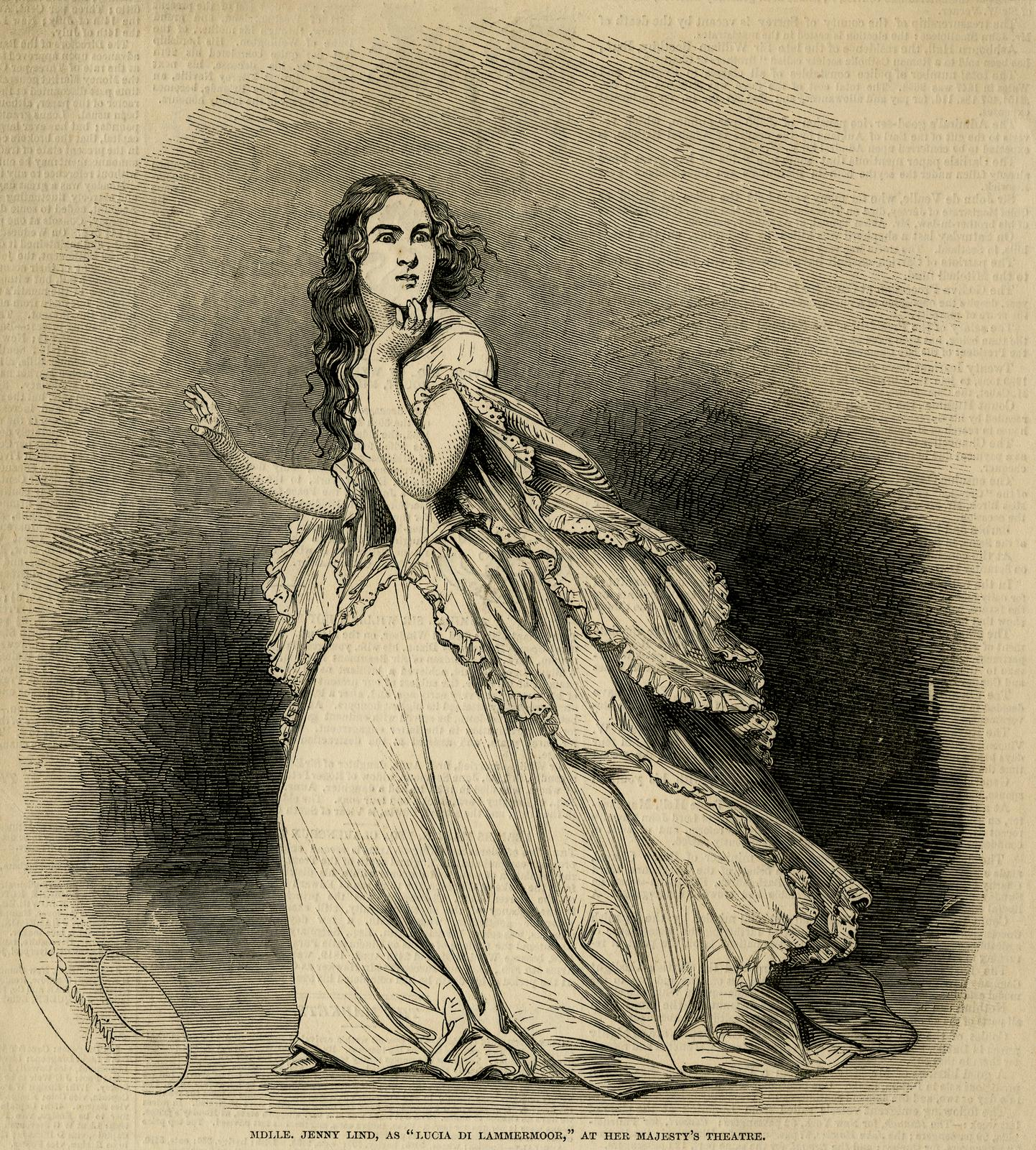
Jenny Lind in der Wahnsinnsszene in Lucia di Lammermoor, London 1848

Die fröhliche Hochzeitsfeier wird durch Raimondo unterbrochen, der berichtet, dass Lucia ihren Bräutigam Arturo erstochen habe und offenbar wahnsinnig geworden sei. Lucia erscheint im weißen Gewand und mit aufgelöstem Haar, totenbleich und verwirrt (Es beginnt die berühmte Wahnsinnsszene). Sie halluziniert und meint, Edgardos Stimme zu hören und glücklich ihren gemeinsamen Feinden entronnen zu sein (Il dolce suono...(„Der süße Klang...“)); doch dann sieht sie voller Schrecken wieder das drohende Gespenst der toten Frau am Brunnen; im Geiste hört sie himmlische Musik und erlebt überglücklich ihre Trauung mit Edgardo, inmitten von Weihrauch und Rosen (Ardon gl’incensi... („Der Weihrauch glimmt...“)). Da tritt Enrico ein und beschimpft Lucia. Doch diese erkennt ihn gar nicht und hält ihn für Edgardo, den sie um Verzeihung bittet – ihr grausamer Bruder habe sie gezwungen. Sie fleht (den vermeintlichen) Edgardo an zu bleiben und versichert, dass sie im Himmel auf ihn warten und für ihn beten werde (Spargi d’amaro pianto („Vergieße bittere Tränen“)). Von allen Anwesenden bemitleidet, bricht Lucia schließlich ohnmächtig zusammen.
Drittes Bild: Außerhalb des Schlosses..., in der Ferne eine Kapelle
Edgardo erwartet Enrico zum Duell; in völliger Verkennung der Lage fühlt er sich immer noch von Lucia verraten und ist todunglücklich (Tombe degli avi miei („Gräber meiner Ahnen“)). Vom Schloss her erscheinen Menschen in einer traurigen Prozession, und Edgardo erfährt, dass Lucia den Verstand verloren habe und im Sterben liegend nach ihm verlange. Da erklingt die Totenglocke. Edgardo bricht in Panik aus, er will Lucia noch einmal sehen und wendet sich zum Schloss. Doch Raimondo hält ihn auf: Lucia sei bereits im Himmel. In seiner Verzweiflung ersticht sich Edgardo und folgt seiner Geliebten in den Tod (Tu che a Dio spiegasti l’ali („Du, die du deine Flügel zu Gott ausbreitest“)).

## Instrumentation
Die Orchesterbesetzung der Oper enthält die folgenden Instrumente:
- Holzbläser: Piccoloflöte, zwei Flöten, zwei Oboen, zwei Klarinetten, zwei Fagotte
- Blechbläser: vier Hörner, zwei Trompeten, drei Posaunen
- Pauken, Schlagzeug: Große Trommel, Becken, Triangel, Glocke in g’
- Harfe
- Streicher
- Bühnenmusik hinter der Szene: Banda
- eventuell: Glasharmonika, in der ursprünglichen Fassung der Wahnsinnsszene (Il dolce suono […] Spargi d’amaro pianto); bei der Uraufführung durch eine Flöte ersetzt.[5][6]

## Musikalische Gestaltung

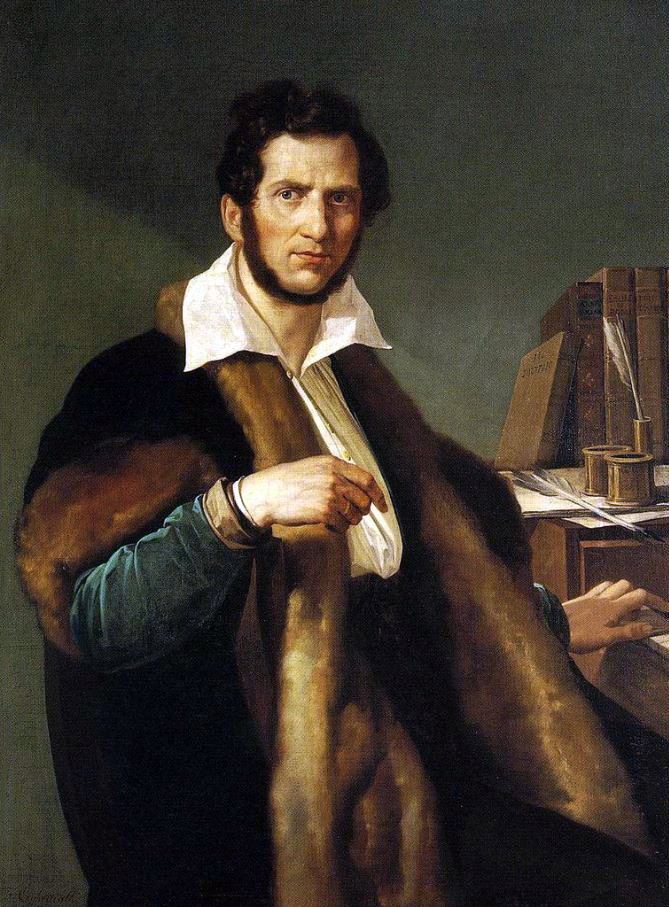
Gaetano Donizetti beim Komponieren, Porträt in Öl von Francesco Coghetti (1837)

Lucia di Lammermoor ist Donizettis 46. Oper und war immer die populärste unter seinen Seria-Opern, zeitweise in der ersten Hälfte des 20. Jahrhunderts sogar die einzige, die überhaupt noch aufgeführt wurde. Es wurde darauf hingewiesen, dass sie Ähnlichkeiten mit Bellinis letzter Oper I Puritani aufweise, die Donizetti einige Monate vorher bei seinem Paris-Aufenthalt gehört haben muss. Die Gemeinsamkeiten dieser beiden Werke beschränken sich jedoch auf Oberflächlichkeiten, wie das schottische Ambiente und eine weibliche Hauptfigur, die wahnsinnig wird. Musikalisch ist kein Einfluss erkennbar.
In dieser Oper ist Donizetti in jeder Hinsicht auf der Höhe seiner Inspiration und seines Könnens, sowohl im Umgang mit der Gesangsstimme und ihren Ausdrucksmöglichkeiten, der oft puren, „berückenden“ Schönheit der Melodik, der Instrumentierung, der Darstellung dramatischer Situationen und dem insgesamt fantasievollen Umgang mit dem Formenkanon der italienischen Belcanto-Oper. Die Oper ist romantisch und von relativ dunklem Klangcharakter, wozu besonders die Soli für Hörner beitragen, die von der Einleitung bis zum Finale die Partitur durchziehen und eventuell ein schottisches oder zumindest nordisches Lokalkolorit erzeugen sollen; charakteristisch ist auch der gekonnte und farbige Einsatz der Holzbläser.
Die Partitur ist außerordentlich abwechslungs- und kontrastreich, musikalisch bunt und betont dramatisch. Die Basis dazu liefert das Libretto Cammaranos: Die Figur der sensiblen und zerbrechlichen Lucia und ihre Liebe zu Edgardo ist eingebettet in die Grundkonstellation einer an Romeo und Julia erinnernden Familienfehde, und in eine für die Schauerromantik typische, etwas morbide Gruselstimmung mit Erzählungen von Mord und Geistern, fatalen Schwüren und Flüchen, Gräbern, Wahnsinn und Selbstmord.

Das Alles „wird durch Donizettis Musik verinnerlicht und veredelt“, wobei es ihm gelingt, an einigen Stellen eindringlich düstere und unheimliche Stimmungen mithilfe gewählter harmonischer und melodischer Wendungen sowie Feinheiten der Instrumentierung zu erzeugen: namentlich in Lucias „Regnava nel silenzio“ (Akt I), bei Edgardos „M’odi e trema! Sulla tomba...“ (im Duett mit Lucia, Akt I) oder in der Einleitung und zu Beginn der Wahnsinnsszene (Akt III).

Auch die Hass-Gefühle finden musikalisch rückhaltlosen und heftigen Ausdruck, nicht nur in den Arien des bösen und unsympathischen Enrico, sondern auch und gerade in der Partie des Tenor-Liebhabers Edgardo – der sogar im großen und berühmten Liebesduett im ersten Akt einen Wutausbruch bekommt (vor „M’odi e trema!“). Dabei muss der Tenor jedoch genauso gut romantisch schmelzende Kantilenen singen können, wie im schwebenden „Verranno a te sull’aure“ zusammen mit Lucia und einer Begleitung von oktavierten Violinen, die das Publikum wahrhaft in den „Himmel“ tragen. Donizetti verlangt aber vom Tenor keine besondere Agilität mehr, wie etwa noch in Parisina (1833; ebenfalls für Gilbert Duprez komponiert). Die lyrischeren Ausdrucksqualitäten des Tenors sind auch in der Aria finale des dritten Aktes gefragt, wo Donizetti geradezu umgekehrt in der Cabaletta „Tu che a Dio spiegasti l’ali“ die Wiederholung der Melodie vom Cello spielen lässt, während der sterbende Edgardo nur noch stammeln kann. Dass die Oper nicht mit der spektakulären Wahnsinnsszene (unten) für den Sopran endet, sondern mit dem Selbstmord des Tenors, ist für 1835 sehr ungewöhnlich und hat teilweise für Verwirrung gesorgt; laut Budden wurde die letzte Tenorszene sogar manchmal weggelassen.

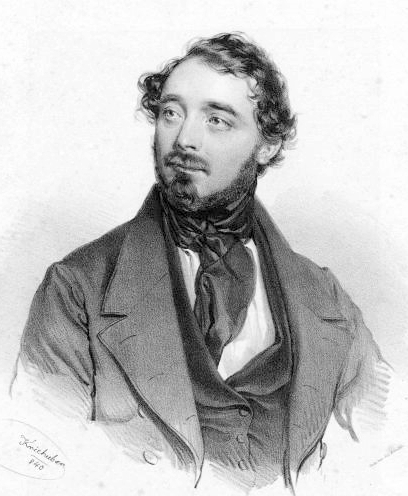
Napoleone Moriani genannt „Tenor des schönen Todes“, weil er die Schlussarie des Edgardo in Akt III so wunderbar sang.

Die Mischung von sensiblem, und dabei schlichtem Lyrismus sowie Rachearien und -duetten, die in der für Gilbert Duprez komponierten, anspruchsvollen Tenorpartie verlangt wird, dürfte ein entscheidender Grund für die langanhaltende, auch die Verdi-Zeit überlebende Popularität der Oper gewesen sein. Eine auffällige Parallele zu Verdis La Traviata ist die Szene im zweiten Finale, als der zornentbrannte Edgardo die hilflose Lucia verflucht. Im 19. Jahrhundert wurde Lucia di Lammermoor mit berühmten Tenören in Zusammenhang gebracht, die teilweise sogar Spitznamen nach dieser Rolle erhielten, so nannte man Gaetano Fraschini den „Tenor des Fluches“ (nach dem Finale II) und Napoleone Moriani den „Tenor des schönen Todes“ (nach dem Finale III).
Zu den Höhepunkten der Oper gehören, wie in den meisten Belcanto-Opern der 1830er Jahre, die Nummern, an denen der Sopran, also Lucia, beteiligt ist. In ihrer Auftrittsszene und mit der Arie „Regnava nel silenzio“ malt Donizetti durch das einleitende Harfen-Solo nicht nur ein Bild von Lucias verträumter Sensibilität, sondern spielt auch auf das Wasser des Brunnens an. Die Arie selber steht in der zu der unheimlichen Gespenster-Erzählung perfekt passenden düsteren Tonart es-moll (später nach d transponiert; siehe unten). Sie ist unkonventionell gestaltet und wird durch das realistische Erschrecken Lucias über den Geist der toten Frau zwischenzeitlich (zu den Worten „...Ed ecco! ecco su quel margine...“) beinahe aus den Angeln gehoben.

Lucias Auftritte in anderen Szenen werden meist durch außerordentlich ausdrucksvolle und schöne Melodien im Orchester charakterisiert, die ihren Kummer und ihr Leid malen, insbesondere die Oboenkantilene zu Beginn ihres Duettes mit Enrico (Akt II,2), oder in der Szene, als sie zur Trauung mit Arturo hereingeführt wird, wo die melancholische Melodie einen extremen Kontrast zu dem vorausgehenden fröhlichen Chor („Per te l’immenso giubilo“) bildet.

Eine der berühmtesten Nummern der ganzen Oper ist das kurz darauf folgende Sextett (mit Chor) „Chi mi frena in tal momento“, nach Edgardos überraschendem Auftritt (Finale Akt II). Donizetti, der von Anfang an für seine effektvollen Ensembles bekannt war, gelingt es hier vom ersten Takt an, in dem als Duett von Edgardo und Enrico beginnenden ersten Teil, eine elektrisierende und vor Spannung knisternde Atmosphäre zu schaffen, nicht zuletzt durch eine interessant rhythmisierte Begleitfigur in den pizzicato geführten Streichern. Später entwickelt sich die Musik zu ausdrucksvoller Kantabilität.
Lucias etwa 20 Minuten dauernde Wahnsinnsszene ist der Höhepunkt der Partitur und die berühmteste Szene ihrer Art. Sie wirkt nicht nur durch die Schönheit der Melodien, sondern durch die formale Freiheit und die tiefe und echt empfundene Ausdruckskraft, mit der hier rezitativisch deklamatorische Passagen und Ariosi verschiedenster Stimmungen miteinander verbunden und geradezu nahtlos mit der eigentlichen Arie („Ardon gl’incensi“) verschmolzen werden. Das sogenannte tempo di mezzo (Übergangsteil) wird durch den Eintritt Ernestos markiert, der von da an mit dem Bass Raimondo und dem Chor Lucias Verhalten zunehmend durch kurze Einwürfe kommentiert. Der Text ist musikalisch sorgfältig und stimmig umgesetzt, nur die fröhlich hüpfende Melodie der Cabaletta („Spargi d’amaro pianto...“) widerspricht zumindest zu Beginn auffällig und mit voller Absicht dem Text („Vergieße eine bittere Träne...“) und ist insofern ein Abbild völliger „Verrücktheit“; erst als sich Lucia im Himmel glücklich mit Edgardo vereint sieht, ist dieselbe Musik wieder passend. All das wird vom Orchester mit beeindruckend schönen Melodien und Motiven kommentiert und unterlegt; unter anderem greift Donizetti an einer Stelle in der einleitenden Scena die Melodie des „Verranno a te“ aus dem Liedesduett mit Edgardo (Akt I) als Erinnerung wieder auf.

Donizetti hatte ursprünglich als Begleitung in der Wahnsinnsszene eine Glasharmonika, wegen ihres unirdischen und fragilen Klangs, vorgesehen; aber da es zur Zeit der Uraufführung in Neapel niemanden gab, der dieses Instrument spielen konnte, ersetzte er es durch eine Flöte. Die Glasharmonika wurde erst im 20. Jahrhundert manchmal (wieder)verwendet, zuerst in der Einspielung (und wahrscheinlich in Aufführungen) mit Beverly Sills (1970) und auch in München 1991 unter Michel Plasson.

### Spätere Zusätze und Änderungen
Für die Partie der Lucia sind ausgeschriebene Verzierungen erhalten, die traditionell gesungen werden, aber nicht im Autograph stehen. Ebenso gibt es in der Wahnsinnsszene eine Stelle für eine Kadenz, die von der ersten Interpretin der Lucia, Fanny Persiani, aus dem Stegreif improvisiert wurde (laut Chorley wahrscheinlich immer wieder anders). Heutzutage wird meistens eine Kadenz für den Sopran mit Solo-Flöte verwendet, die (wie auch die genannten Verzierungen) in die Aufführungstradition der Oper einging, ohne dass bekannt wäre, von wem sie stammt; sie wird von einigen Teresa Brambilla zugeschrieben, von anderen Adelina Patti.
Insbesondere die Partie der Lucia wurde später verändert und ist in der Ricordi-Partitur in anderen Tonarten erhalten als im Autograph. Die Auftrittsarie der Lucia „Regnava nel silenzio“ steht im Original in es-moll/Es-Dur und die dazugehörige Cabaletta „Quando rapito in estasi“ in As-Dur; bei Ricordi wurden sie um einen Halbton herabtransponiert, nach d-moll/D-Dur bzw. G-Dur. Auch die Wahnsinnsszene wurde herabtransponiert: Dabei ist die Originaltonart der beiden Arienteile „Ardon gl’incensi“ und „Spargi d’amaro pianto...“ F-Dur, sie wurde später um einen Ganzton nach Es-Dur herabgesetzt. (Außerdem stand das Duett Lucia-Enrico (Akt II) ursprünglich einen Ganzton höher.) Somit reicht der Stimmumfang der Partie in der Originalversion in Lucias Auftrittsarie von des bis des’’’ (oder mit einer üblichen Verzierung in der Wiederholung der Cabaletta bis es’’’), und in der Wahnsinnsszene von c bis d’’’. (Der Gesamtumfang der Ricordi-Fassung ist: b bis c’’’ (evtl. d’’’)). Durch die damals üblichen improvisierten Verzierungen bei Wiederholungen und in Kadenzen konnte dieser Umfang aber legitim ausgedehnt bzw. überschritten werden. Transponierungen waren zu Donizettis Zeit durchaus üblich, wenn eine Partie von anderen Sängern oder Sängerinnen gesungen wurde, aber es entstehen natürlich bei einer tieferen Lage und anderen Tonart ein etwas anderer Eindruck und eine andere Farbe. Es ist offensichtlich, dass die tiefere Lage der beiden großen Solonummern die Partie der Lucia und ihre Besetzung nicht nur an durchschnittlichen Opernhäusern etwas vereinfachten und somit auch der weitflächigen Verbreitung der ganzen Oper entgegenkamen. Die tiefen Versionen werden auch heute noch aufgeführt und sind beispielsweise in den bekannten Aufnahmen mit Maria Callas, Joan Sutherland, Beverly Sills und Edita Gruberova zu hören, während die hohen Fassungen beispielsweise von Lily Pons und später zuerst wieder von Montserrat Caballé in der Einspielung mit Jesús López Cobos von 1976 gesungen wurden (siehe unten: Aufnahmen).

## Werkgeschichte

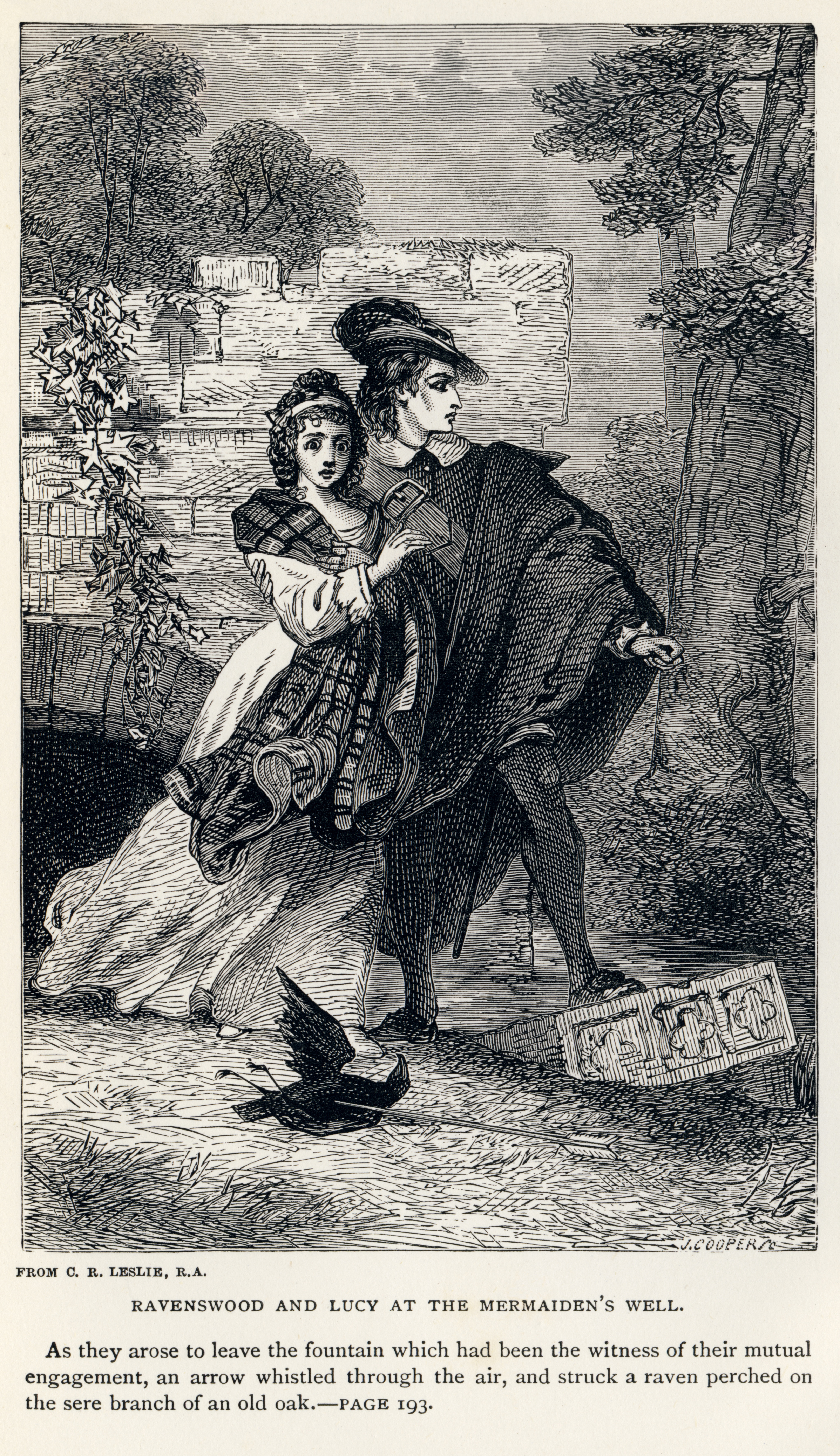
Das Liebespaar Edgar Ravenswood und Lucy aus Walter Scotts Bride of Lammermoor, Illustration von Charles Robert Leslie (1886)

### Vorgängerwerke
Walter Scotts Roman The Bride of Lammermoor war sehr populär und wurde schon vor Donizetti einige Male für die Oper vertont. Das erste dieser Werke war Michele Carafas 1829 in Paris uraufgeführte Le nozze di Lammermoor („Die Hochzeit von Lammermoor“), zu der Giuseppe Balocchi das Libretto verfasst hatte. Trotz einer Starbesetzung mit Henriette Sontag als Lucia, sowie Rosmunda Pisaroni und Domenico Donzelli hatte dieses Werk keinen Erfolg.

Am 5. Mai 1832 wurde in Kopenhagen ein Singspiel (mit gesprochenen Dialogen) Bruden fra Lammermoor („Die Braut von Lammermoor“) des dänischen Komponisten Ivar Fredrik Bredal uraufgeführt; der Text zu dieser Oper basierte auf einem Poem von Hans Christian Andersen. 1834, ein Jahr vor Donizetti und Cammarano, wurden zwei weitere italienische Opern mit dem Titel La fidanzata di Lammermoor („Die Braut von Lammermoor“) aufgeführt, die eine von Luigi Rieschi über ein Libretto von Calisto Bassi, und die zweite von Alberto Mazzucato mit einem Text von Pietro Beltrame. Laut Ashbrook kannte Salvatore Cammarano wahrscheinlich die drei genannten italienischen Libretti und benutzte sie als Vorlage.

### Entstehung

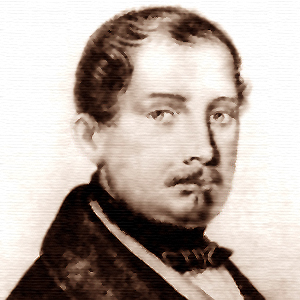
Der Librettist Salvadore Cammarano

Donizetti hatte im November 1834 mit dem neapolitanischen Teatro San Carlo einen Vertrag für drei Opern unterzeichnet, von denen die erste für den folgenden Juli vorgesehen war. Zwischenzeitlich reiste Donizetti Anfang 1835 zum ersten Mal nach Paris, um dort seinen Marino Faliero aufzuführen, und erlebte dort auch die Premiere von Bellinis I Puritani. Im April 1835 war er wieder zurück in Neapel, doch gab es, wie so häufig, teilweise massive Probleme, welche die Entstehung seiner neuen Oper verzögerten, diesmal mit dem träge arbeitenden Management des San Carlo: das Szenario für Lucia di Lammermoor war entgegen den Vertragsvereinbarungen noch am 29. Mai nicht genehmigt und Donizetti drohte sogar mit Kündigung. Mit dem Librettisten Salvatore Cammarano arbeitete er zum ersten Mal zusammen. Die beiden kamen offensichtlich sehr gut miteinander aus und konnten die Oper in erstaunlich kurzer Zeit bis zum 6. Juli fertigstellen.

Doch es tauchten weitere Schwierigkeiten auf: Abgesehen vom Ausbruch der Cholera ging die Leitung des San Carlo im August Bankrott, und die Sänger weigerten sich verständlicherweise, ohne Bezahlung zu proben. Die Oper konnte nur aufgeführt werden, weil der König höchstpersönlich zur Hilfe kam, so dass die Proben endlich im September beginnen konnten.
Die Hauptrollen von Lucia und Edgardo wurden der brillanten Fanny Tacchinardi-Persiani und dem berühmten französischen Tenor Gilbert Duprez auf den Leib geschrieben, die für Donizetti schon zusammen in Rosmonda d'Inghilterra (1834) gesungen hatten. Duprez war auch der erste Ugo in Donizettis Parisina (1833) gewesen und sang später noch in einigen Uraufführungen der französischen Opern des Komponisten (Les martyrs, La favorite, Dom Sébastien).

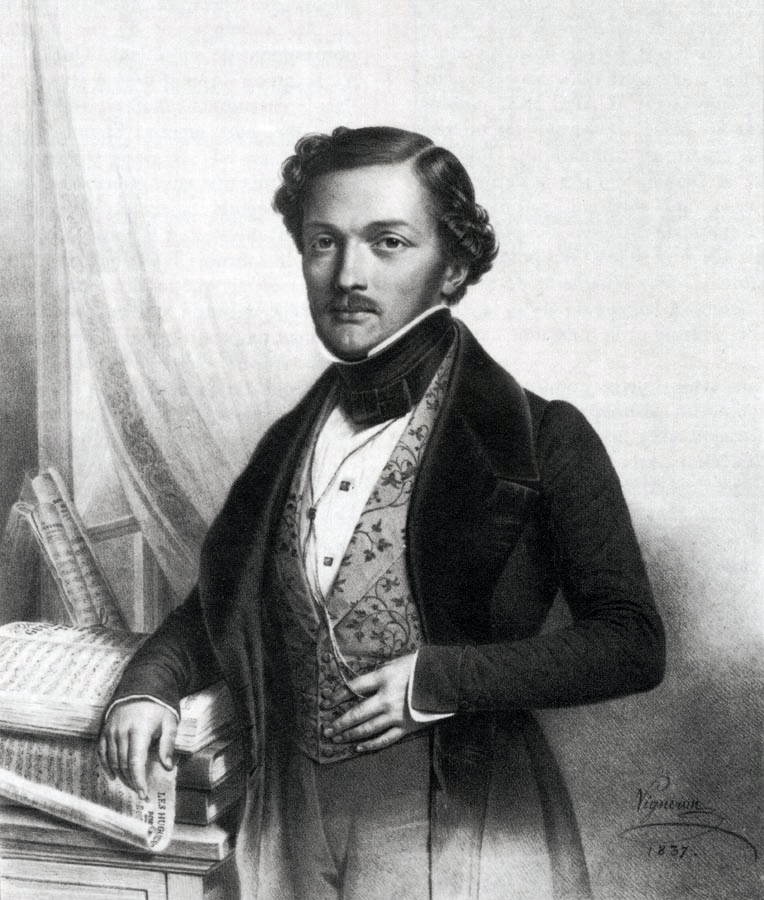
Gilbert Duprez, der erste Edgardo

### Uraufführung
Die Uraufführung von Lucia di Lammermoor am 26. September 1835 im Teatro San Carlo geriet zu einem wahren Triumph. Neben Fanny Tacchinardi-Persiani als Lucia und Gilbert Duprez als Edgardo sangen Domenico Cosselli (Enrico), Achille Balestracci/Gioacchini (Arturo Buklaw), Carlo Porto-Ottolini (Raimondo), Teresa Zappucci (Alisa) und Anafesto [Teofilo] Rossi (Normanno). Die musikalische Leitung hatte Nicola Festa. Das Bühnenbild stammte von Antonio Niccolini.
Donizetti selber berichtete drei Tage nach der Premiere in einem Brief an seinen Verleger Ricordi:

„Lucia di Lammermoor wurde aufgeführt, und erlaube mir freundlicherweise, mich selbst zu beschämen und Dir die Wahrheit zu sagen. Sie hat gefallen und sehr gefallen, wenn ich dem Applaus und den Komplimenten, die ich bekommen habe, glauben darf. Ich wurde viele Male herausgerufen, und noch öfters auch die Sänger. Des Königs Bruder Leopoldo, der anwesend war und applaudierte, machte mir die schmeichelhaftesten Komplimente. ... Jede Nummer wurde in religiöser Andacht gehört und spontan mit Schreien von „Evviva!“ begrüßt. ... Die Tacchinardi, Duprez, Cosselli und Porto haben sich sehr gut geschlagen, besonders die beiden ersten, die wunderbar sind.“

### Französische Fassung 1839

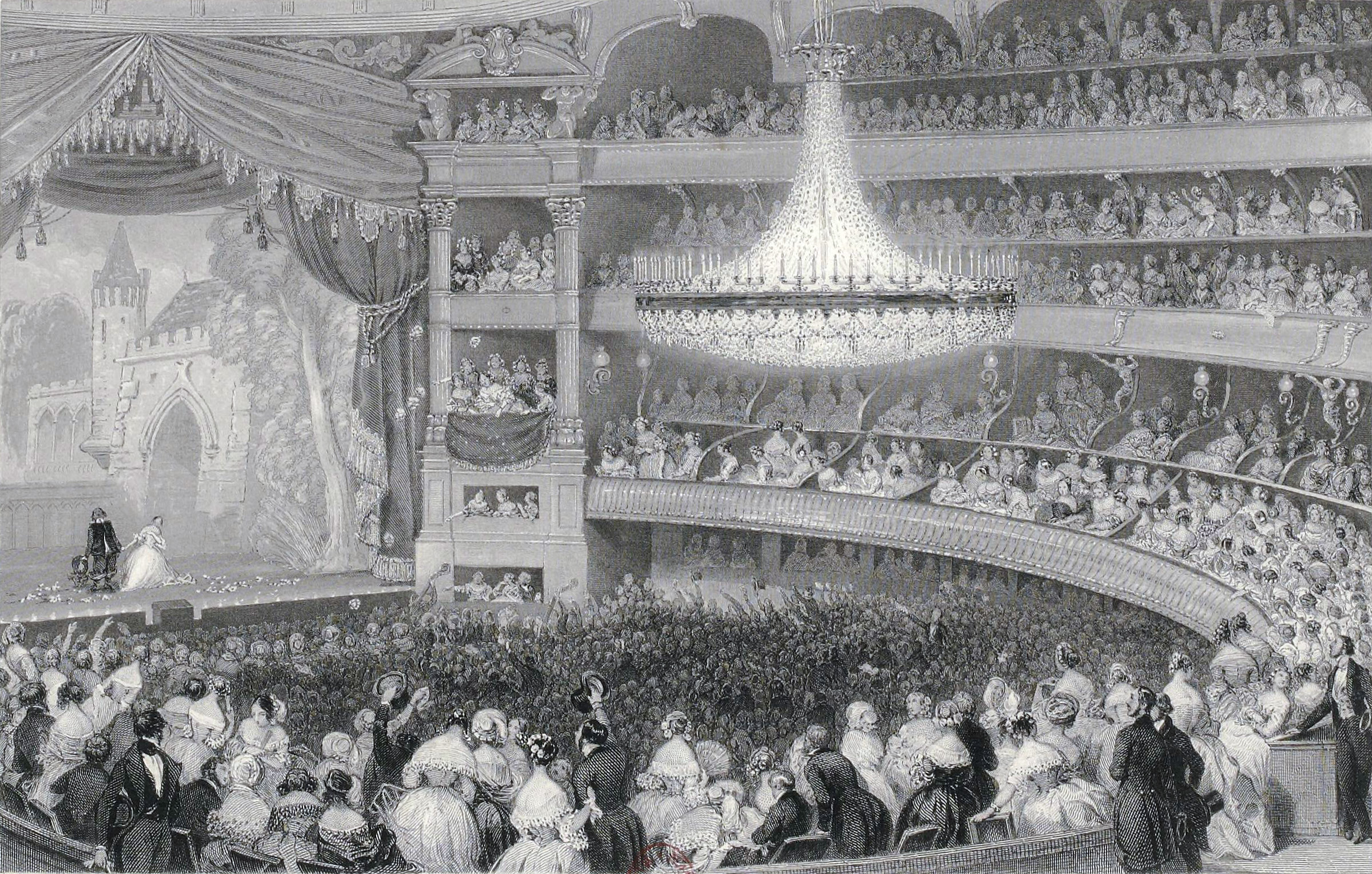
Die Salle Ventadour in Paris war 1839 der Aufführungsort des Théâtre de la Renaissance, das Donizettis französische Lucie de Lammermoor zuerst aufführte

Während seines zweiten Aufenthalts in Paris revidierte Donizetti die Oper für Aufführungen am Théâtre de la Renaissance. Die französische Textfassung schufen Alphonse Royer und Gustave Vaez. Dafür schrieb er einige Rezitative neu und kürzte die Partitur etwas; die Figur der Alisa wurde gestrichen, Normanno in Gilbert umbenannt. Die wichtigste Änderung betrifft die Auftrittsarie der Lucia: Fanny Persiani, die ursprüngliche Lucia, hatte inzwischen internationale Karriere gemacht und die italienische Originalversion der Oper in Paris und London gesungen, dabei aber gewöhnlich die heute berühmte Cavatine „Regnava nel silenzio“ durch die ebenfalls für sie komponierte, aber völlig andere Arie „Perché non ho del vento“ aus Rosmonda d’Inghilterra (1834) ausgetauscht. Was heutzutage fast unerhört erscheint, entsprach der damals üblichen althergebrachten Praxis der Einlage- und „Kofferarien“, nach welcher die damaligen Sänger und Sängerinnen in einer Oper einfach eine Arie gegen eine beliebige andere austauschen konnten, weil sie ihnen besser gefiel oder besser für ihre Stimme lag oder sie sich davon größeren Publikumserfolg erhofften. Da Lucia di Lammermoor in Paris durch die Persiani ohnehin mit der Arie aus Rosmonda bekannt war, beließ Donizetti es dabei und unterlegte dem Stück nur einen neuen französischen Text „Que n'avons nous des ailes ... Toi par qui mon coeur rayonne“.
Die französische Version der Oper Lucie de Lammermoor erlebte ihre Premiere im Théâtre de la Renaissance am 6. August 1839, mit Anna Thillon als Lucie, sowie Achille Ricciardi (Edgard), Hurteaux (Henri), Zelger (Raimond), Gibert (Arthur) und Joseph Kelm (Gilbert). Diese Fassung hatte in Frankreich und einigen anderen Ländern eine eigene Aufführungstradition und wurde nach einer Phase des Vergessens zuerst 1997 mit Patrizia Ciofi als Lucia beim Festival della Valle d’Itria in Martina Franca wiederaufgeführt; davon existiert ein Live-Mitschnitt auf CD, sowie eine DVD von Aufnahmen in Lyon 2002 (siehe unten: Aufnahmen).

### Aufführungsgeschichte
Donizettis Lucia di Lammermoor hatte durchschlagenden Erfolg und wurde in erstaunlich kurzer Zeit nicht nur überall in Italien und an den führenden Bühnen Europas gespielt, sondern in der ganzen Welt: 1836 sah man sie zum ersten Mal in Rom, Florenz und Venedig, 1839 an der Mailänder Scala, und allein für das Jahr 1838 lassen sich in Italien mindestens 24 Produktionen nachweisen.
Die ersten Aufführungen außerhalb Italiens waren 1837 in Wien, Madrid und Paris, sowie 1838 in London und Lissabon. Es folgten 1839 Algier und Odessa, 1840 Budapest, Athen und Havanna, 1841 Mexiko-Stadt, Lima und Kopenhagen, 1843 New York, 1844 Santiago de Chile und 1845 Konstantinopel. Die französische Fassung wurde außer in Frankreich 1839 in Brüssel und Amsterdam, 1840 in Genf, 1841 in New Orleans und 1842 in Batavia gespielt. Erste Aufführungen in anderen Sprachen gab es 1838 in Berlin und Prag (beides in Deutsch), 1840 in Stockholm (Schwedisch) und 1840 in Sankt Petersburg (Russisch).
Neben Fanny Persiani waren die bedeutendsten frühen Interpretinnen der Lucia: Eugenia Tadolini, Carolina Unger, Erminia Frezzolini, Giuseppina Strepponi, Marianna Barbieri-Nini, Rosina Penco, Teresa Brambilla, und Jenny Lind. Später gehörte die Partie auch zu den Glanzrollen von Adelina Patti.
Lucia di Lammermoor ist zusammen mit L’elisir d’amore und Don Pasquale eine der wenigen Opern Donizettis, die seit der Uraufführung bis heute eine lückenlose Aufführungstradition verzeichnen können.
Der Erfolg des Werks war zeitweise mit einer gewissen Verschiebung in dessen Interpretation verbunden, die auf den musikalischen Geschmacks- und Stilwandel und den Verfall der Gesangskunst des Belcanto zurückzuführen ist. Dieser zeichnete sich verstärkt gegen Ende des 19. Jahrhunderts ab und wurde unter anderem von älteren Komponisten wie Rossini und Pacini bereits gegen 1860 bezeugt. Das Gefühl und Verständnis für den Stil und das Ausdrucksspektrum des verzierten Gesangs früherer Epochen ging nach und nach verloren und es gab immer weniger Sängerinnen (und Sänger), die dieses Repertoire überhaupt noch singen – geschweige denn angemessen musikalisch darstellen – konnten. Während der Epoche des Verismo machte sich endgültig und besonders bei den Männerstimmen eine Vergröberung der Technik und Interpretation bemerkbar, mit einer Betonung von Lautstärke und Dramatik, die auf Kosten des typisch frühromantischen Lyrismus und einer Piano-Kultur besonders in den hohen Lagen ging (und mindestens noch bis zum Ende des 20. Jahrhunderts spürbar war). Während Donizetti für seine Seria-Opern  – von denen die meisten etwa um 1870–1880 von den Bühnen verschwunden waren, – in der Regel sogenannte dramatische Koloratursoprane zur Verfügung standen, war die einzige Stimmlage, die ab Ende des 19. Jahrhunderts bis weit ins 20. Jahrhundert überhaupt noch Agilität besaß und Koloraturen singen konnte, hohe und leichte Koloratursoprane. Diese waren stimmlich und technisch grundsätzlich gut für die Titelpartie geeignet – immerhin gilt Fanny Persiani, die ursprüngliche Lucia, als eine Vorläuferin dieser Stimmgattung –, besaßen aber manchmal kein Verständnis mehr für die Ausdruckskraft der Belcanto-Oper und insbesondere der Partie der Lucia, sondern sangen sie eher ausdruckslos und fast wie eine Buffo- oder Operettenrolle. Die zwar auch zu Donizettis Zeiten üblichen improvisierten Zusatz-Verzierungen gerieten dann später geschmacklich zuweilen fragwürdig, z. B. mit zu vielen Staccato-Noten oder einer übertriebenen Betonung höchster und manchmal viel zu lang gehaltener Spitzentöne oder Triller.
Die bekanntesten Interpretinnen der Lucia um die Jahrhundertwende und im frühen 20. Jahrhundert waren Marcella Sembrich, Nellie Melba, Selma Kurz, Frieda Hempel, Luisa Tetrazzini, Amelita Galli-Curci, María Barrientos, Graziella Pareto, Toti dal Monte, Lily Pons und Lina Pagliughi, von denen einige jedoch – scheinbar im Widerspruch zum obengesagten – durchaus interessante und auch ausdrucksvolle Interpretationen lieferten, wie z. B. Tetrazzini, Galli-Curci oder Barrientos. Pagliughis Stimmklang war speziell, aber ihre Interpretation in der Gesamtaufnahme von 1939 (siehe unten) weist bereits auf Maria Callas voraus.

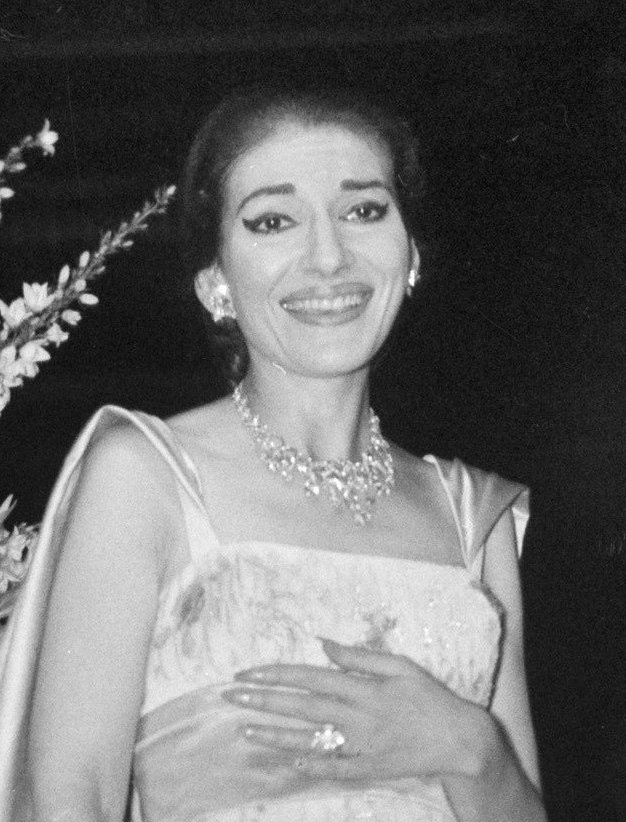
Maria Callas (1959)

Nach weitverbreiteter Annahme setzte in den 1950er-Jahren eine Rückbesinnung auf die ursprüngliche dramatische Konzeption der Titelrolle ein, ausgelöst durch das Wirken von Maria Callas. Diese sang die Lucia zum ersten Mal im Januar 1952 mit triumphalem Erfolg in Mexiko-Stadt und später unter anderem auch 1954–1956 an der Mailänder Scala sowie in Berlin und Wien unter Herbert von Karajan. Die Callas interpretierte diese Rolle, wie auch andere Belcanto-Partien, nicht nur mit überragendem Stilgefühl, sondern machte (wahrscheinlich) zum ersten Mal im 20. Jahrhundert auch die subtilsten emotionalen Nuancen dieser Musik hörbar. Damit wurde sie zu einem Vorbild für andere Interpretinnen, die freilich immer auch ihre eigene Persönlichkeit und Stimme einbrachten, wie insbesondere Joan Sutherland, die 1959 am Royal Opera House Covent Garden ihren internationalen Durchbruch in Lucia di Lammermoor feierte, in einer Inszenierung von Franco Zeffirelli. Anders als im Originallibretto und in traditionellen Produktionen ließ Zeffirelli die Sutherland in der Wahnsinnsszene kein rein weißes, Unschuld symbolisierendes, sondern ein blutverschmiertes Gewand tragen, gegen den Willen des Dirigenten Tullio Serafin. Dieses moderne Detail, das das Schreckliche der Handlung unterstreicht, wurde teilweise auch in anderen Inszenierungen übernommen, zu Beginn des 21. Jahrhunderts aber auch zuweilen bis zum Schockierenden und Reißerischen übertrieben.
Als eine der bedeutendsten Lucias, beinahe als eine musikalische Idealverkörperung, muss außerdem Edita Gruberová genannt werden, welche die Rolle ab ca. 1980 über 30 Jahre lang sang. Gruberová war im Vergleich zu Callas und Sutherland mit deren schwereren bzw. voluminöseren und etwas dunklen Stimmorganen nicht nur vom vokalen Typus und -charakter wahrscheinlich näher an der Ur-Lucia Fanny Persiani, sondern lieferte eine Darbietung, die an technischem Schliff und in der sublimen Expressivität kaum überbietbar ist und auch stilistisch Donizettis eigener Vorstellung sicher sehr nahekam.
Weitere bekannte Interpretinnen der Rolle – in chronologischer Reihenfolge und weltweit – seit 1960 waren bzw. sind: Karola Ágai, Leyla Gencer, Beverly Sills, Roberta Peters, Mady Mesplé, Cristina Deutekom, Anna Moffo, Renata Scotto, Rita Shane, Luciana Serra, Mariella Devia, Gianna Rolandi, June Anderson, Márta Szűcs, Lucia Aliberti, Sumi Jo, Andrea Rost, Elena Moșuc, Natalie Dessay, Patrizia Ciofi, Klára Kolonits, Diana Damrau, Desirée Rancatore, Jessica Pratt, Albina Shagimuratova, Olga Peretyatko, Lisette Oropesa, Pretty Yende und Nadine Sierra.
Wie oben bereits dargestellt (in den Abschnitten zur Musikalischen Gestaltung und zur Französischen Fassung 1839), wurde Lucia di Lammermoor, wie viele andere Opern auch, traditionell mit Änderungen und deutlichen Kürzungen gespielt, etwa das gesamte erste Bild des dritten Akts, das aber auch in Donizettis eigener französischer Fassung fehlt (!; siehe oben). Diese Striche wurden ab 1960 dann nach und nach wieder geöffnet. Mit der Schallplattenaufnahme von 1976 unter Jesús López Cobos mit Montserrat Caballé und José Carreras fand diese „Rückbesinnung“ einen ersten Höhepunkt. William Ashbrook wies jedoch mit Bezug auf die genannte Aufnahme darauf hin, dass das Weglassen von Kadenzen, besonders in der Wahnsinnsszene, oder unverzierte Wiederholungen, wie sie dabei praktiziert wurden, keineswegs der Belcanto-Aufführungspraxis der 1830er Jahre entspricht.
Die Beliebtheit des Werks schlägt sich in einer äußerst umfangreichen Diskographie nieder, in der für die Zeit zwischen 1929 und 2009 über 176 Einspielungen verzeichnet werden.

## Trivia

### Zu hören
Musik aus Lucia di Lammermoor wurde immer wieder zitiert, so etwa in Filmen wie Engel und Narren (Where Angels Fear to Tread, 1991). Zu Beginn des 1944 entstandenen Filmes Das Haus der Lady Alquist singt Ingrid Bergman die Wahnsinnsarie (Il dolce suono) der Lucia, in Das fünfte Element singt die Diva Plavalaguna (gesungen von Inva Mula) diese Arie. Auch in 22 Bullets wird die Arie, wiederum gesungen von Inva Mula, verwendet. In Departed – Unter Feinden ist das Sextett Chi mi frena in tal momento als Klingelton von Costellos Handy zu hören.

## Aufnahmen (Auswahl)
(Die folgende Liste ist eine kleine Auswahl bedeutender Aufnahmen, von denen die meisten aus konkreten Gründen im obigen Text erwähnt werden. Von Sängerinnen wie Callas, Pons, Sutherland oder Gruberova gibt es mehrere Einspielungen – darunter eine ganze Reihe von Live-Mitschnitten –, die hier nicht alle genannt werden können. Bitte nicht ergänzen.)

### Einzelaufnahmen
Besonders von den Solonummern der Lucia, wie der Wahnsinnsszene – manchmal nur in Auszügen – gibt es viele Einzeleinspielungen. Von nicht nur musikwissenschaftlichem und aufführungspraktischem Interesse sind dabei Aufnahmen vom Beginn des 20. Jahrhunderts von Sängerinnen wie Luisa Tetrazzini, María Barrientos, Amelita Galli-Curci u. a.

### Italienische Originalfassung 1835

#### Audio
- 1939: mit Lina Pagliughi (Lucia), Giovanni Malipiero (Edgardo), Giuseppe Manacchini (Enrico), Luciano Neroni (Raimondo) u. a., Chor & Orchester des EIAR Torino, Dir.: Ugo Tansini (Cetra; später wiederveröffentlicht als CD)
- 1953: mit Maria Callas (Lucia), Giuseppe di Stefano (Edgardo), Tito Gobbi (Enrico), Raffaele Ariè (Raimondo) u. a., Coro e Orchestra del Maggio Musicale Fiorentino, Dir.: Tullio Serafin (EMI; später auf CD wiederveröffentlicht)
- 1954: mit Lily Pons (Lucia), Richard Tucker (Enrico), Frank Guarrera (Enrico), Norman Scott (Raimondo) u. a., Chor und Orchester der Metropolitan Opera, Dir.: Fausto Cleva (Columbia; später wiederveröffentlicht auf CD)
- 1960: mit Maria Callas (Lucia), Ferruccio Tagliavini (Edgardo), Piero Cappuccilli (Enrico), Bernard Ladysz (Raimondo) u. a., Philharmonia Chorus & Orchestra, Dir.: Tullio Serafin (EMI; 1960; wiederveröffentlicht: 1986)
- 1961: mit Joan Sutherland (Lucia), Renato Cioni (Edgardo), Robert Merrill (Enrico), Cesare Siepi (Raimondo) u. a., Orchestra e coro dellAccademia di Santa Cecilia (Roma), Dir.: Sir John Pritchard (Decca; 1961; wiederveröffentlicht: 1989)
- 1970: mit Beverly Sills (Lucia), Carlo Bergonzi (Edgardo), Piero Cappuccilli (Enrico), Justino Diaz (Raimondo) u. a., London Symphony Orchestra, Dir.: Thomas Schippers (Westminster Legacy/Deutsche Grammophon; 1970; wiederveröffentlicht: 2002)
- 1976: mit Montserrat Caballé (Lucia), José Carreras (Edgardo), Vicente Sardinero (Enrico), Samuel Ramey (Raimondo), Ambrosian Opera Chorus, New Philharmonia Orchestra, Dir.: Jesús López Cobos (Philips; 1976; später wiederveröffentlicht: 2002 (Decca))
- 1984: mit Edita Gruberová (Lucia), Alfredo Kraus (Edgardo), Renato Bruson (Enrico), Robert Lloyd (Raimondo) u. a., Ambrosian Opera Chorus, Royal Philharmonic Orchestra, Dir.: Nicola Rescigno (EMI; 1984; LP)

#### Film
- 1995: mit June Anderson (Lucia), Roberto Alagna (Edgardo), Gino Quilico (Enrico), Francesco Ellero d'Artegna (Raimondo) u. a., Choeur et Orchestre de l'Opéra National de Paris, Dir.: Maurizio Benini (Premiere Opera; 1995; DVD)

### Französische Fassung, Paris 1839

#### Audio
- 1997: Lucie de Lammermoor, mit Patrizia Ciofi (Lucie), Alexandru Badea (Edgard), Nicolas Rivenq (Henri), Jae-Jun Lee (Raimond), Gregory Bonfatti (Gilbert), Riccardo Botta (Arthur), Bratislava Chamber Chorus, Orchestra Internazionale d’Italia, Dir.: Maurizio Benini (Dynamic; 1997; CD)

#### Film
- 2002: Lucie de Lammermoor, mit Patrizia Ciofi (Lucie), Roberto Alagna (Edgard), Ludovic Tézier (Henri), Nicolas Cavallier (Raimond), Yves Saelens (Gilbert), Marc Laho (Arthur), Choeur et Orchestre de l'Opéra de Lyon, Dir.: Evelino Pidò (TDK / Bel Air; 2002; DVD)